# Tablado del Río
Tablado del Río (en asturiano y oficialmente: Tabláu del Ríu) es una casería que pertenece a la parroquia de Bárcena del Monasterio en el concejo de Tineo (Principado de Asturias). Se encuentra a 368 m s. n. m. y está situada a 18,40 km de la capital del concejo, la villa de Tineo. 

## Población
En 2020 contaba con una población de 7 habitantes (INE, 2020) repartidos en un total de 8 viviendas (INE, 2010).